# شيرلي غريفيث
شيرلي غريفيث (بالإنجليزية: Shirley Griffith)‏ هو مغني وكاتب أغاني أمريكي، ولد في 26 أبريل 1908 في مسيسيبي في الولايات المتحدة، وتوفي في 18 يونيو 1974 في إنديانابوليس في الولايات المتحدة.

## وصلات خارجية
- شيرلي غريفيث على موقع ميوزك برينز (الإنجليزية)
- شيرلي غريفيث على موقع أول ميوزيك (الإنجليزية)
- شيرلي غريفيث على موقع ديسكوغز (الإنجليزية)